# اس شکارچی
اس شکارچی (به انگلیسی: S Orionis) یک غول سرخ در صورت فلکی شکارچی است. دوره تناوب این ستاره ۴۲۰ روز است.